# 土瓜
土瓜（つちうり）は、福島県郡山市に所在する町丁である。郵便番号は963-0204。

## 地理
郡山市中西部の行政区である大槻町に属する。西から北にかけ大槻町、北東で柏山町、南東から南にかけ堤とそれぞれ隣接する。郡山西部第一土地区画整理事業実施区域の最北西部であり、新さくら通り以北、コスモス通り以西に位置する。市道土瓜一丁目中ノ平線以南に一丁目、以北に二丁目が設置されている。新さくら通り沿いに店舗が立地するほかは住宅地が広がる。大槻町に所在する郡山警察署大槻交番、および大槻町に所在する郡山消防署大槻基幹分署がそれぞれ管轄にあたる。

## 世帯数と人口
2024年1月1日現在の世帯数と人口は以下の通りである。
| 町丁 | 世帯数  | 人口  |
| ---- | ------- | ----- |
| 土瓜 | 411世帯 | 839人 |

## 小・中学校の学区
市立小・中学校に通う場合、学区は以下の通りとなる。
| 番地 | 小学校               | 中学校             |
| ---- | -------------------- | ------------------ |
| 全域 | 郡山市立小山田小学校 | 郡山市立大槻中学校 |

## 交通

### 道路
- 一級市道33号桑野大槻線（新さくら通り）
- 一級市道69号静町大徳南線（コスモス通り）

## 施設等
- 福島県商工信用組合 コスモス通り支店
- サイゼリヤ 郡山新さくら通り店
- マクドナルド 郡山新さくら通り店
- ピザハット 郡山新さくら通り店
- 木葉山公園